# Körnerwarze

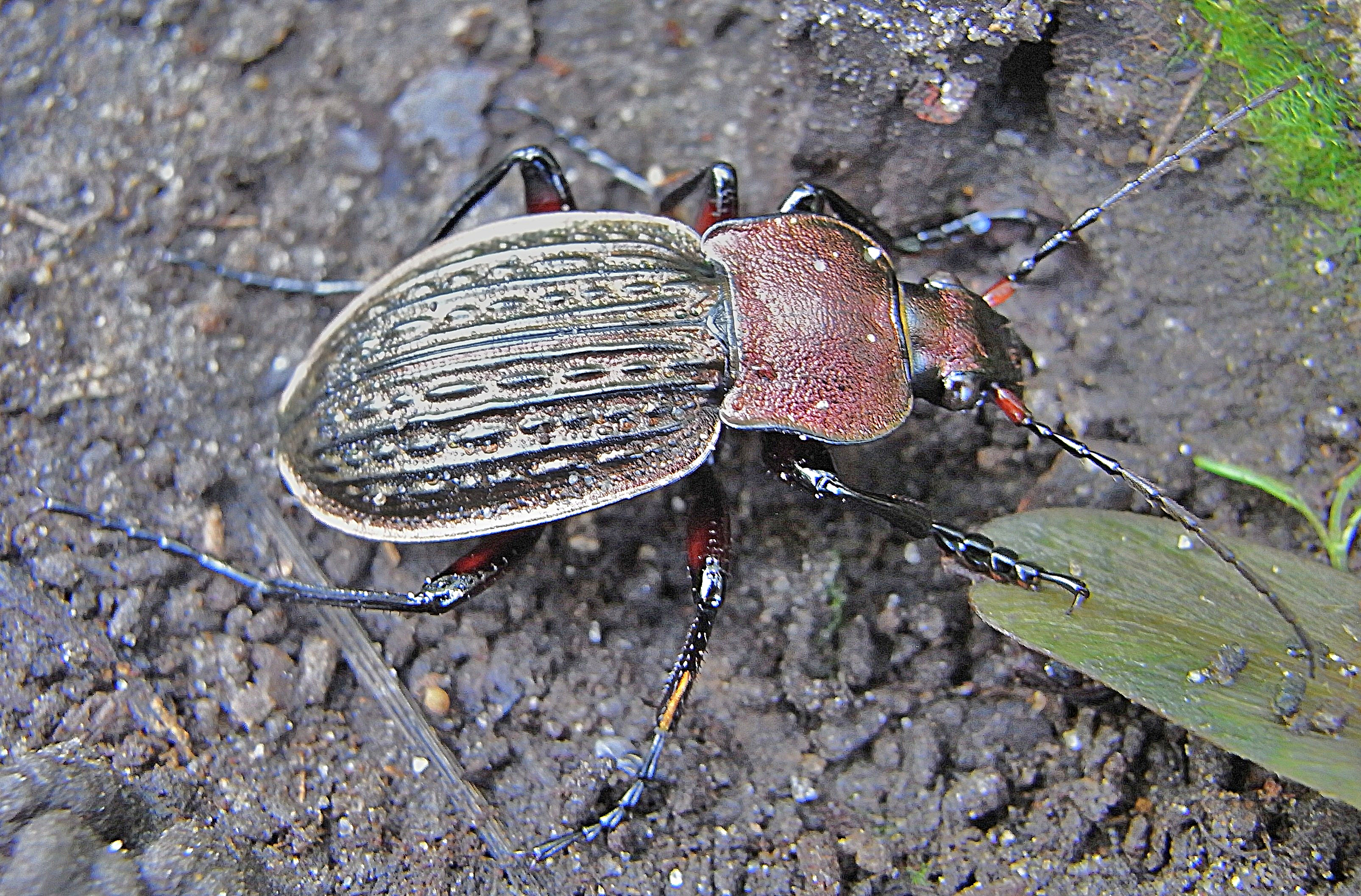
Bild 1: Körnerwarze

Die Körnerwarze (Carabus cancellatus) ist ein Käfer aus der Familie der Laufkäfer (Carabidae).

## Merkmale
Die Käfer erreichen eine Körperlänge von 17 bis 32 Millimetern. Ihre Körperfarbe ist sehr variabel und reicht von bronze- und kupferfarben bis messinggrün und -selten- schwarz. Deswegen wird die Art auch in mehrere Unterarten untergliedert. Die Deckflügel tragen je drei unterbrochene Kettenlinien und dazwischen drei durchgehende Längsrippen. Die Deckflügel sind an der Spitze deutlich eingebuchtet, bei den Weibchen tiefer, als bei den Männchen. Das erste Fühlerglied ist bei den meisten Körnerwarzen rot gefärbt, was sie leicht von den anderen Carabus-Arten unterscheidet. Die Schenkel sind bei manchen Tieren ebenfalls rot (Bild 1). Die Seiten der Flügeldecken sind stärker gerundet als bei Carabus granulatus und erreichen die größte Breite etwa in der Mitte. Die Halsschildhinterwinkel sind flacher als bei Carabus granulatus.

### Ähnliche Arten
- Körniger Laufkäfer (Carabus granulatus)
- Robuster Laufkäfer (Carabus ullrichii)

### Unterarten
Die Art wird derzeit in neun Unterarten unterteilt:
- Carabus cancellatus alessiensis Apfelbeck, 1901
- Carabus cancellatus cancellatus Illiger, 1798
- Carabus cancellatus carinatus Charpentier, 1825
- Carabus cancellatus corpulentus Kraatz, 1880
- Carabus cancellatus emarginatus Duftschmid, 1812
- Carabus cancellatus excisus Dejean, 1826
- Carabus cancellatus graniger Palliardi, 1825
- Carabus cancellatus intermedius Dejean, 1826
- Carabus cancellatus tibiscinus Csiki, 1905

### Synonyme
- Carabus durus Reitter, 1896[1]
- Carabus scythicus Schaum, 1857[1]
- Carabus semistriatus Fischer von Waldheim, 1823[1]
- Carabus sulinensis Born, 1902[1]

## Vorkommen
Die Tiere kommen in Europa und Asien vor, fehlen im hohen Norden und südlich ab Norditalien und den Pyrenäen. Auf den Britischen Inseln wurden sie eingeführt. Körnerwarzen leben auf Feldern, Wiesen und in Gärten, seltener auch in vor allem lichten Wäldern, vom Flachland bis ins Gebirge in etwa 1.000 Meter Seehöhe. Man findet die häufige Art von April bis September vor allem unter Steinen.

## Lebensweise
Die tag- und nachtaktiven Räuber ernähren sich von Insekten, Schnecken, Regenwürmern sowie von Aas und sind wichtige biologische Schädlingsbekämpfer. Sie zählen zu den schnellsten Laufkäfern und können einen Meter in etwa sechs Sekunden zurücklegen. Werden die Tiere gestört, können sie Magensaft bis zu 25 Zentimeter weit spritzen. Die Weibchen legen etwa 45 Eier, aus denen Larven schlüpfen, welche eine ähnliche Lebensweise wie die Imagines haben. Sie verpuppen sich noch im selben Jahr, so dass die Imagines noch im Herbst schlüpfen. Diese überwintern etwa ab Oktober unter Rinden oder zwischen Grasbüscheln, sind mitunter auch gesellig und kommen im April des darauffolgenden Jahres wieder zum Vorschein. Sie leben dann noch bis zum August.